# Villa Saraceno
Villa Saraceno (già Saraceno, Caldogno, Saccardo, Peruzzi, Schio, Lombardi), sita a Finale di Agugliaro (Vicenza), è una villa veneta progettata dall'architetto Andrea Palladio intorno al 1548 e costruita prima del 1555. Dal 1989 la villa appartiene ed è conservata dalla fondazione no-profit britannica The Landmark Trust che ne ha curato la ristrutturazione completata nel 1994; per finanziarne le spese di mantenimento il bene è disponibile per il soggiorno self-catering di gruppi fino a 16 persone.
Le stanze principali della villa sono aperte al pubblico e si possono visitare in giorni ed orari determinati.
Dal 1996 è presente nella lista dei patrimoni dell'umanità dell'UNESCO, assieme alle altre ville palladiane del Veneto.

## Storia
Sul finire degli anni quaranta del XVI secolo, Andrea Palladio è chiamato da Biagio Saraceno a intervenire a Finale di Agugliaro su una corte agricola preesistente, da tempo di proprietà della famiglia. È possibile che il progetto prevedesse una ristrutturazione complessiva dell'insieme: ne I quattro libri dell'architettura Palladio presenta l'edificio serrato fra due grandi barchesse ad angolo retto. Sta di fatto che una risistemazione globale non fu mai effettuata e l'intervento palladiano è circoscritto al corpo padronale: sul lato destro della corte gli edifici sono ancora quattrocenteschi, mentre la barchessa viene costruita all'inizio dell'Ottocento.
La datazione dell'inizio dei lavori va collocata nel periodo di tempo che intercorre tra due stime fiscali: nella prima, del 1546, è ancora citato l'edificio dominicale preesistente, mentre nella seconda, datata 1555, è descritta la nuova villa palladiana. È possibile che la costruzione risalga al 1548, quando Biagio Saraceno acquisisce un'importante carica politica in città. In ogni caso è solo trent'anni più tardi che Pietro Saraceno, figlio di Biagio, realizza gli intonaci interni e avvia l'apparato decorativo, forse dovuto al Brusasorzi.

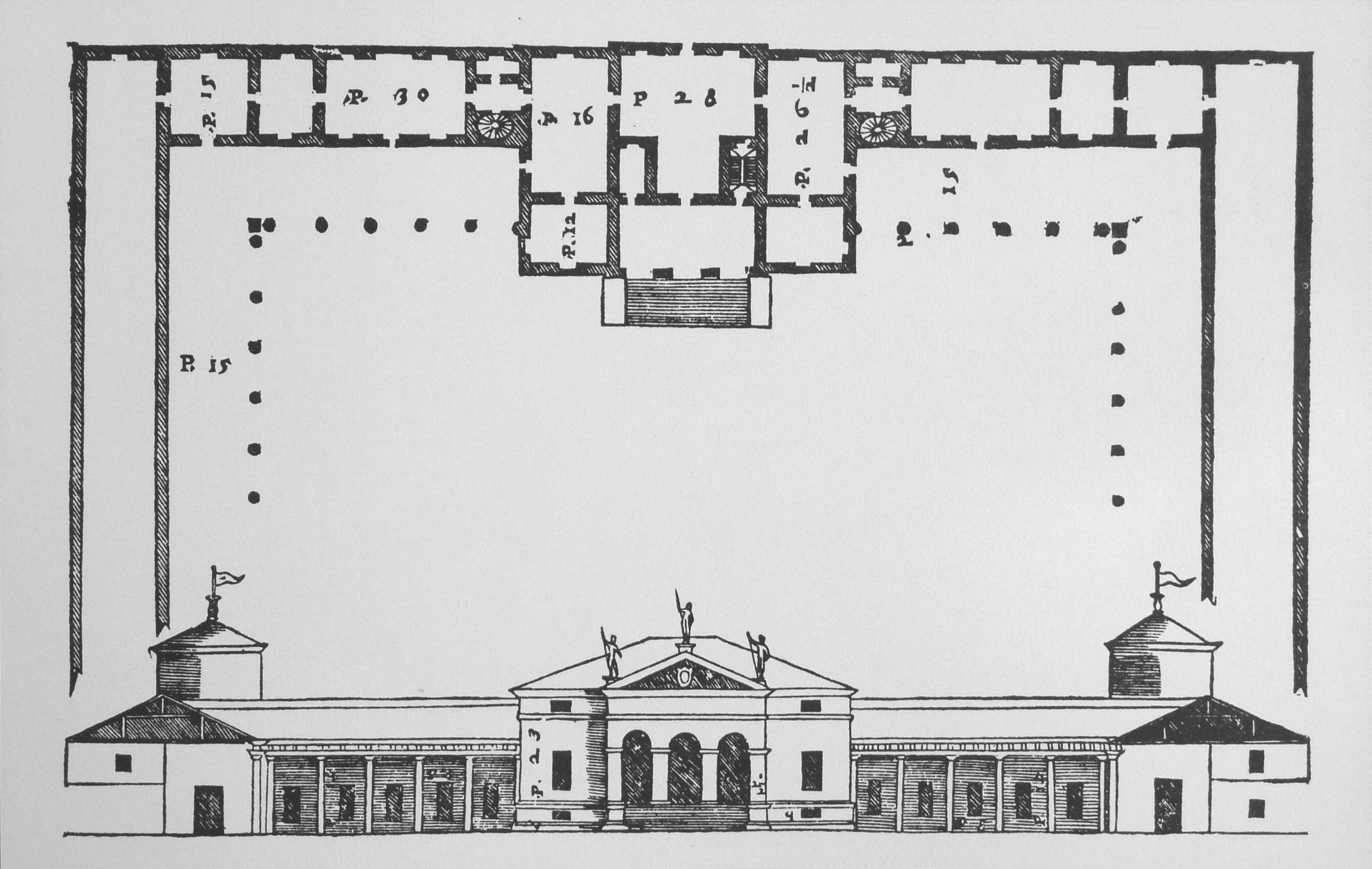
Progetto di Villa Saraceno pubblicato ne I Quattro Libri dell'Architettura

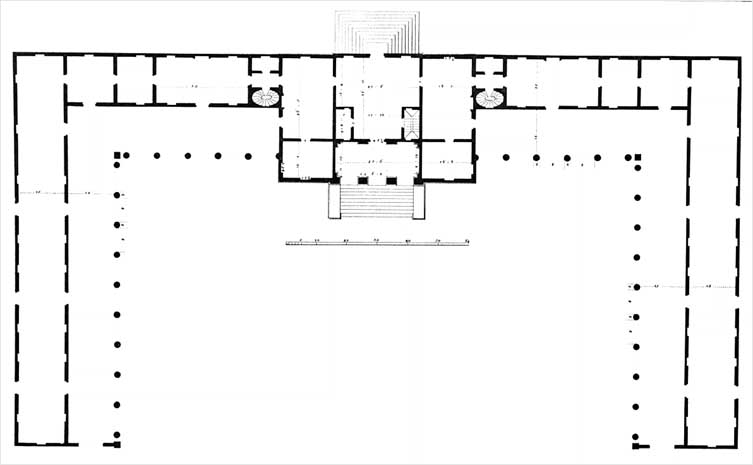
Pianta (Ottavio Bertotti Scamozzi, 1778)
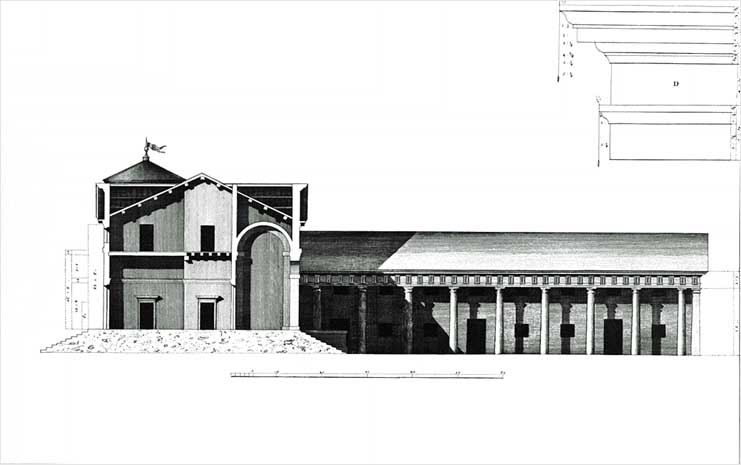
Sezione (Ottavio Bertotti Scamozzi, 1778)

## Descrizione
Il complesso edificatorio di Villa Saraceno comprende una decina di strutture sorte attorno ad una corte nel corso di circa sei secoli; la presenza di uno strato di malta di calce a finitura di tutte le superfici murarie permette comunque al complesso di avere un aspetto omogeneo.
Il progetto di Andrea Palladio visibile nei Quattro libri dell'architettura è stato però realizzato solo in parte, subito infatti si percepisce la poca di simmetria causata dalla mancanza della barchessa di sinistra. Il corpo della villa è considerato uno degli esiti più felici fra le realizzazioni palladiane degli anni quaranta.
Di straordinaria semplicità, quasi ascetico, l'edificio è un puro volume costruito in mattoni e intonaco, dove ogni elemento decorativo è bandito e il raro impiego di pietra lavorata è limitato agli elementi architettonici più significativi (come finestre e portoni) e alle parti strutturali. È solamente il disegno dell'architettura a infondere magnificenza all'edificio, a dispetto delle dimensioni ridotte, derivando i propri elementi dal tempio romano antico.
La villa è orientata secondo l'asse nord-sud, il piano nobile poggia su una piattaforma rialzata di quasi due metri rispetto al piano della corte, fulcro dell'impianto è la Sala (a forma di T) con vista sulle Dolomiti che nel lato nord si collega al brolo mediante due piccole rampe di scale (non risultanti dal progetto), mentre nel lato sud si collega alla loggia; diversamente da ciò che generalmente si riscontra nelle ville di impianto palladiano, il piano sottostante non è totalmente adibito a cantine ma i locali sono riempiti da terra arenaria ben compatta per ovviare ai problemi legati ad una falda acquifera ed al terreno argilloso sottostante la villa (eccezione fatta per una cantina ad est).
La loggia in facciata è coronata da un timpano triangolare e funge da elemento di raccordo tra il salone e la corte antistante, anche qui troviamo alcune differenze rispetto al progetto iniziale: il frontone non è decorato con lo stemma di famiglia ma riporta solo una lastra poco più in basso, né vi è alcuna delle statue acroteriali, per quanto riguarda la scalinata durante i restauri sono state rilevate tracce di una precedente rampa a gradini, somigliante a quella di Villa Emo.
Piccole finestre illuminano le soffitte, dove veniva conservato il grano. Anche in pianta la villa è di una semplicità disarmante: due ambienti minori destinati ad accogliere le scale determinano la forma a “T” della sala, ai cui lati sono disposte due coppie di stanze legate da rapporti proporzionali.

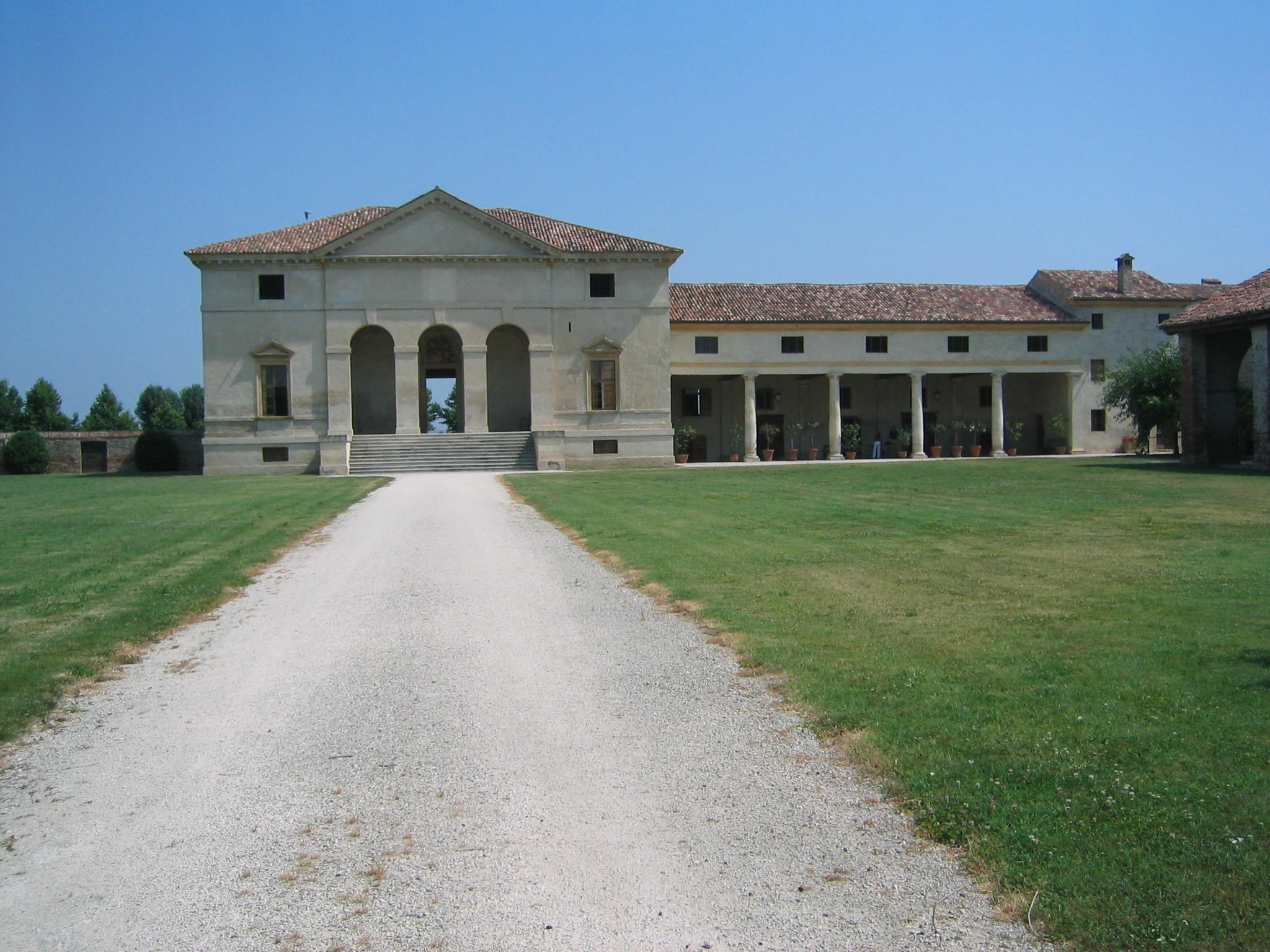
Vista del complesso dall'ingresso
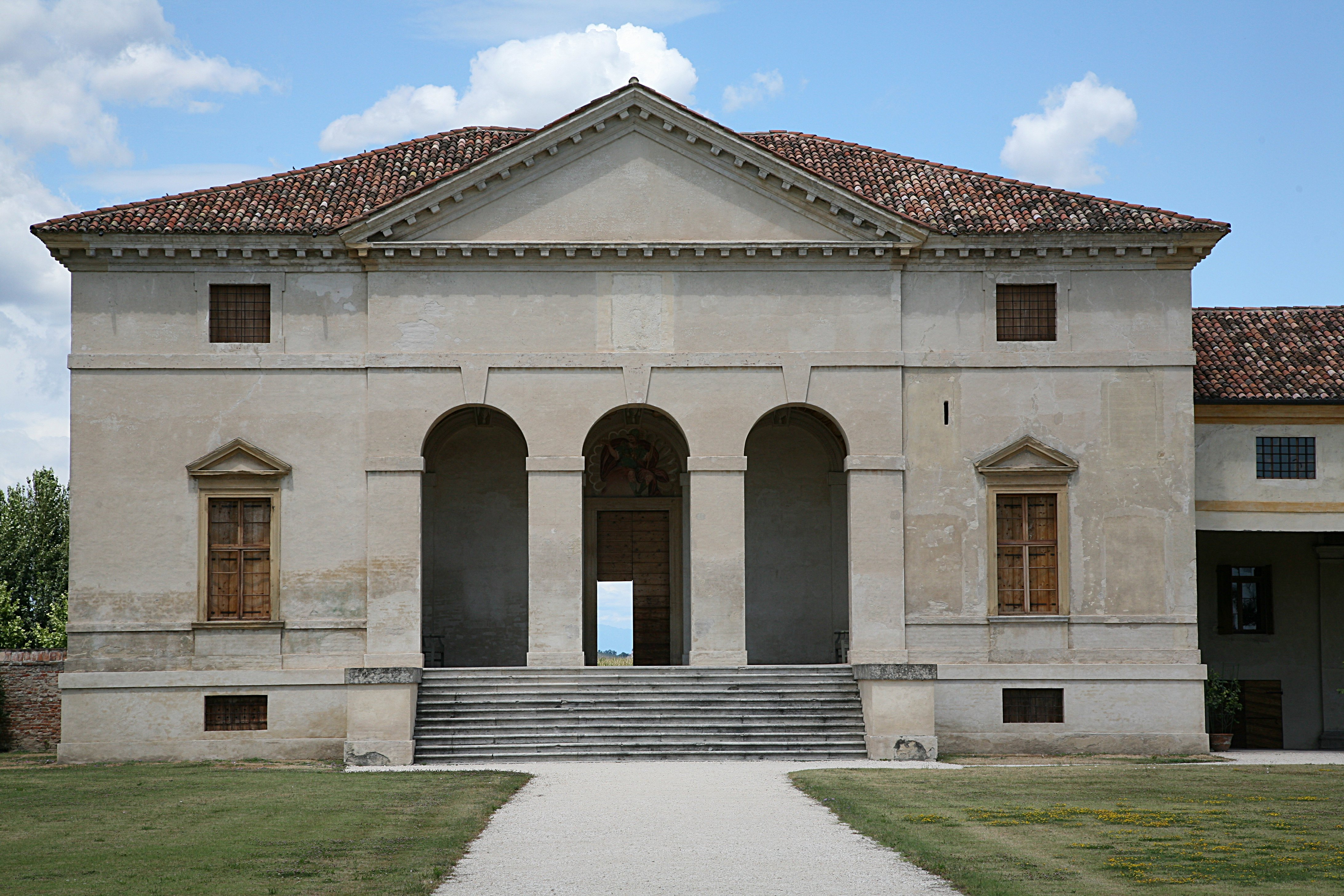
Facciata sud con loggia
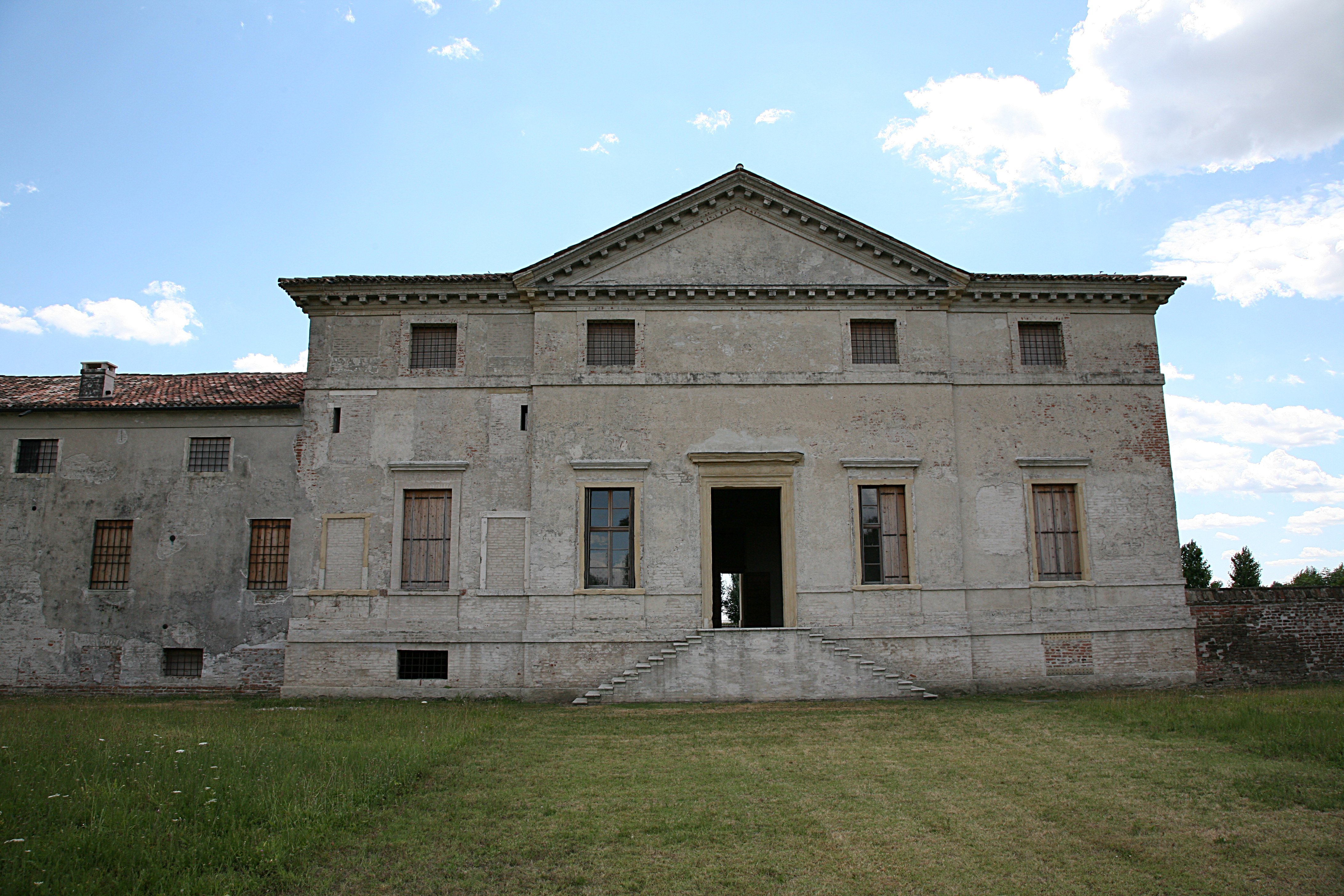
Facciata nord (posteriore)

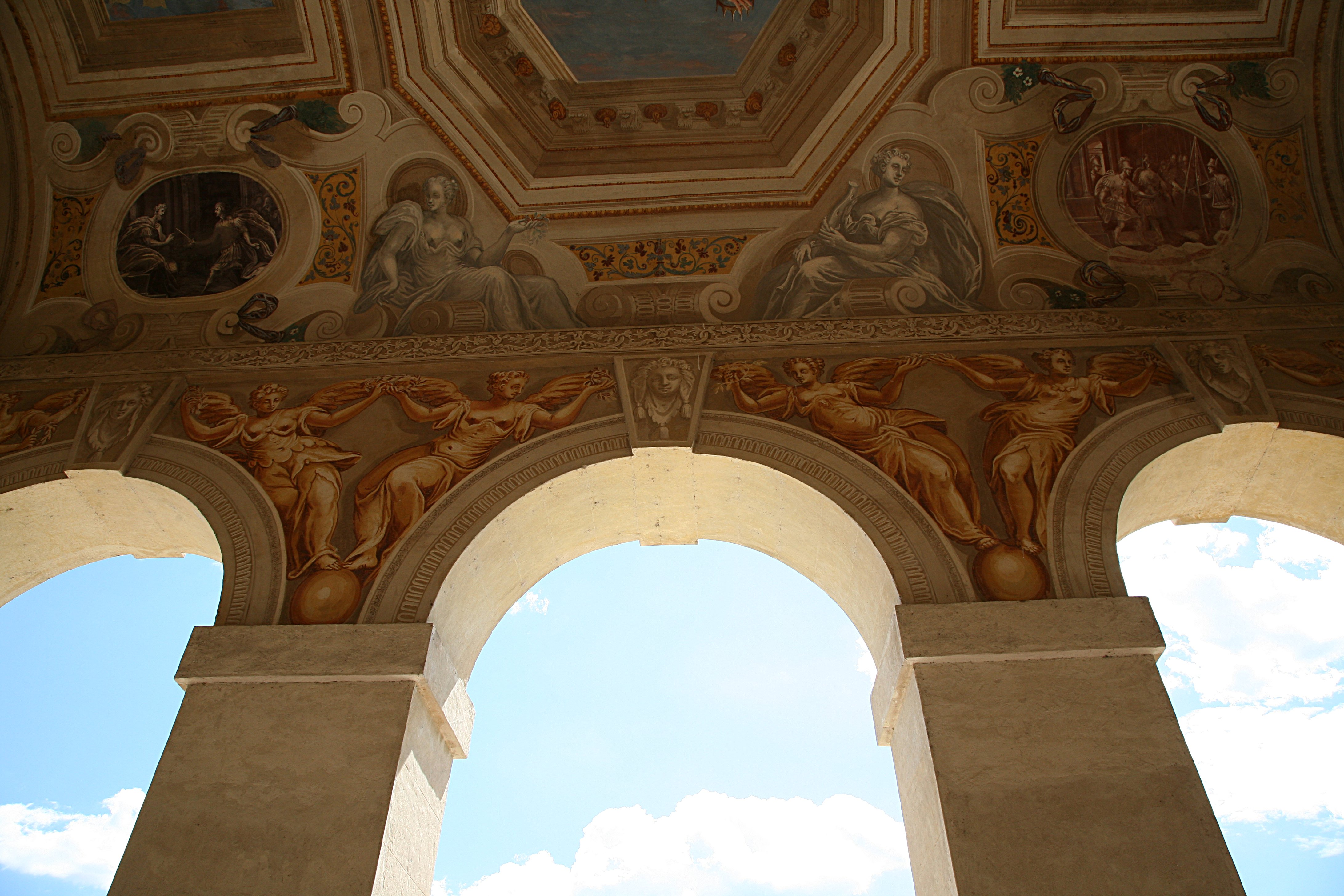
Decorazione della loggia
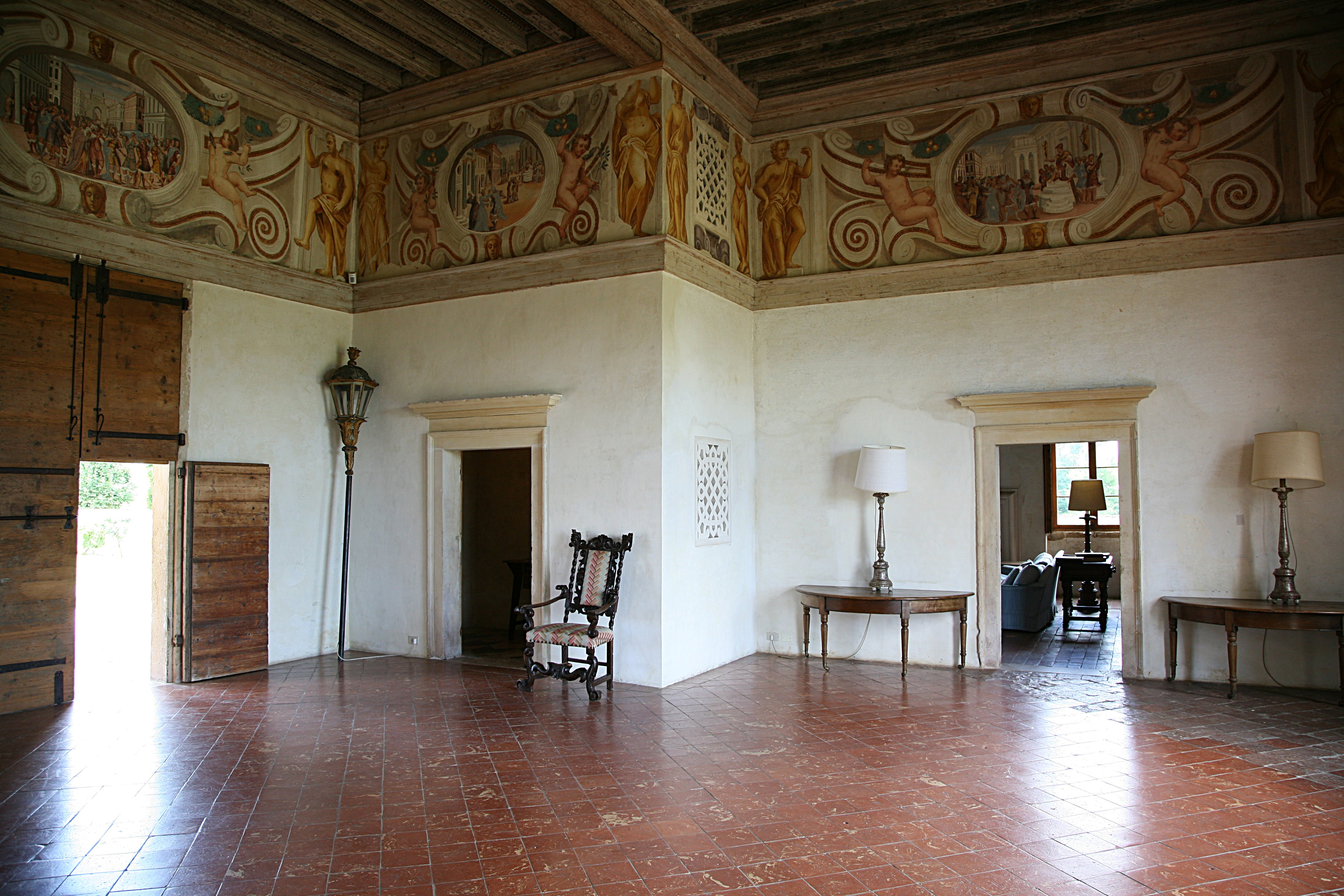
Interni - Sala
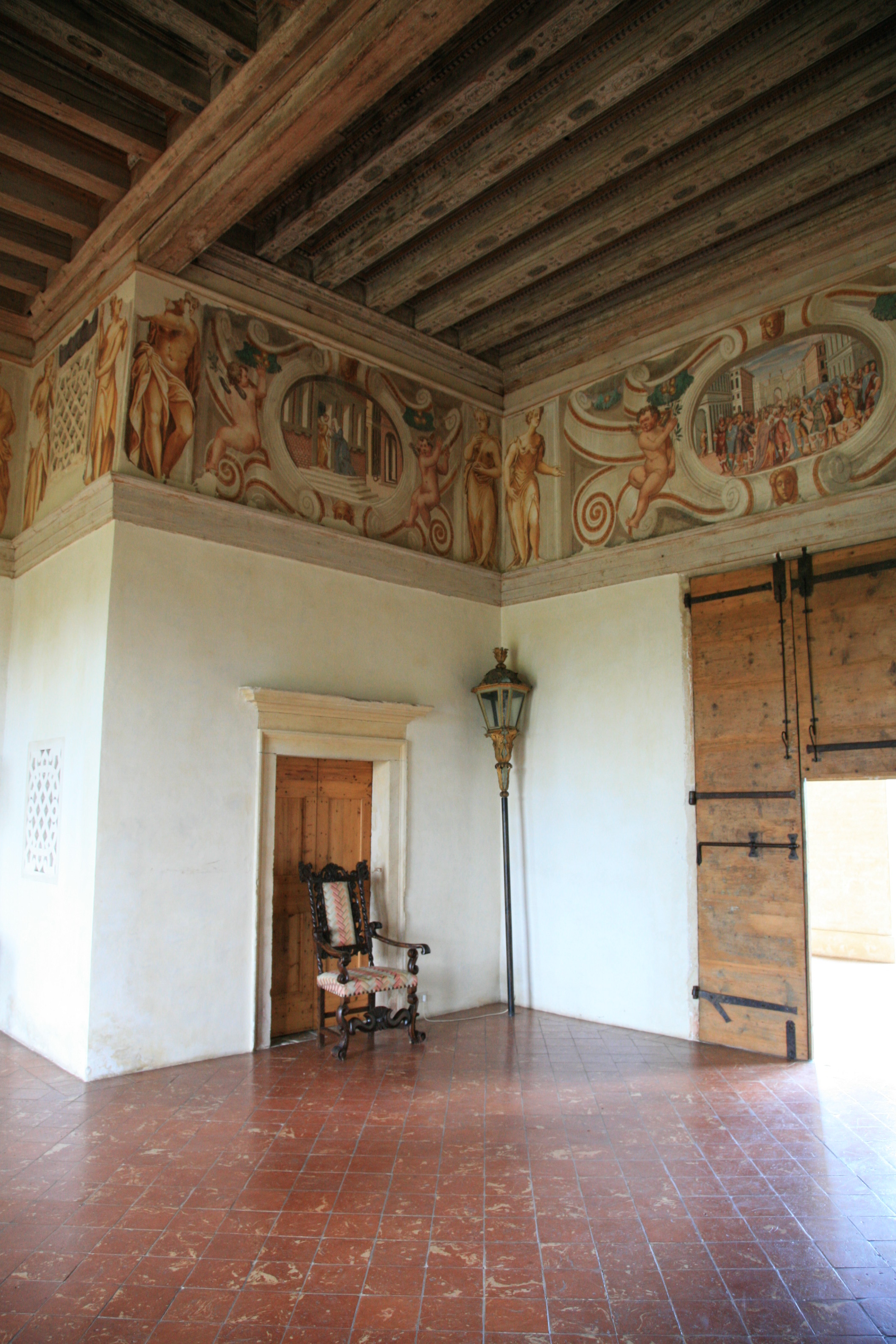
Interni
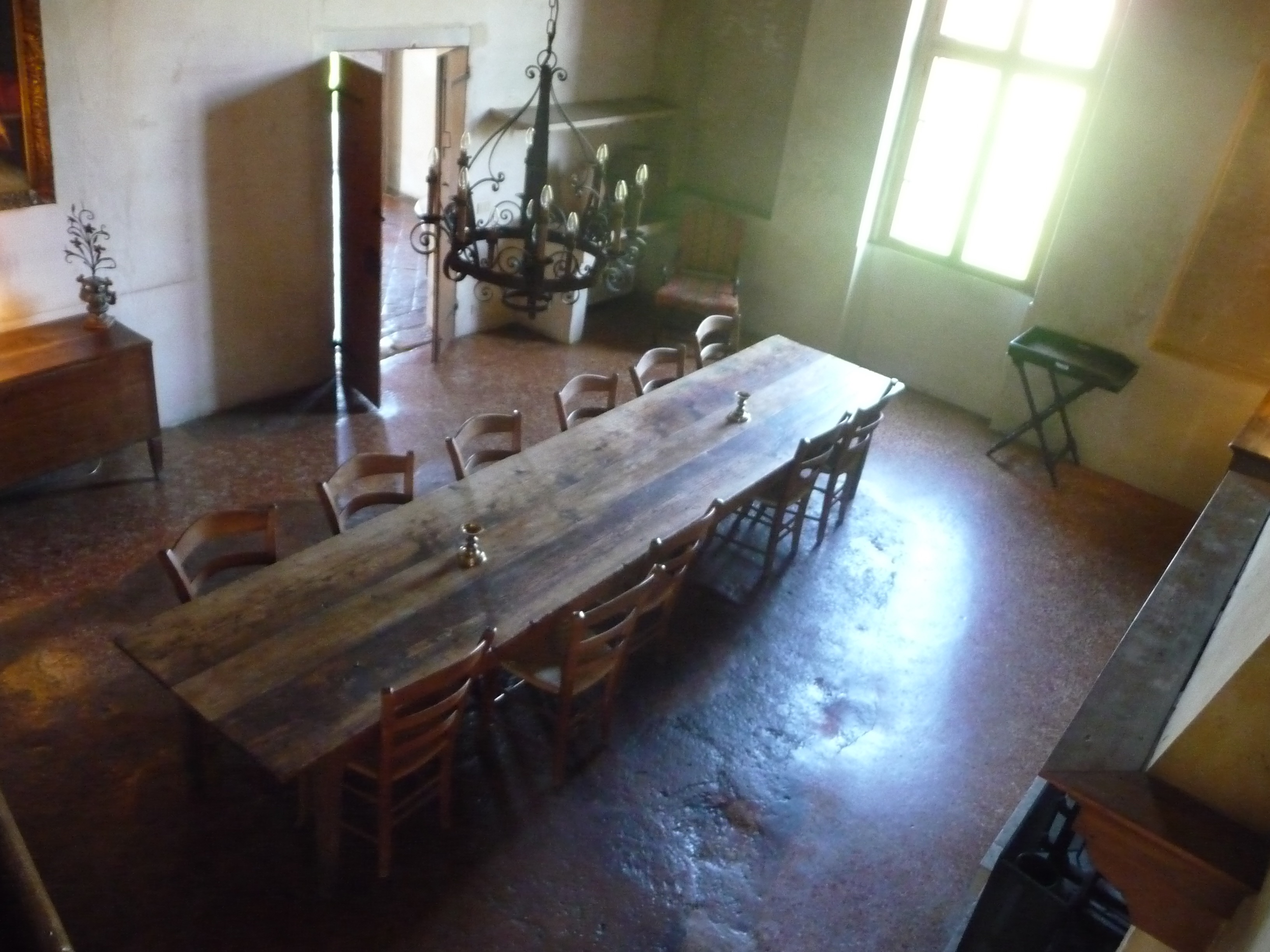
L'appartamento est, ora sala da pranzo